# Томисская архиепископия
Томи́сская архиепископи́я (рум. Arhiepiscopia Tomisului) — епархия Румынской православной церкви на территории жудеца Констанца с кафедрой в городе Констанца (в древности именовался Томис). Входит в состав Митрополии Мунтении и Добруджи. Является древнейшей епархией на румынской землях. Главный храм — Собор Петра и Павла в Констанце.

## История
Согласно исторической традиции, апостолы Андрей Первозванный и Филипп поставили здесь, в городах римской провинции Малая Скифия, епископов. Церковный историк Созомен отмечал, что в IV веке эти территории входили в единую епархию, которой управлял епископ Томисский. Первый упомянутый им епископ обласати Добруджа был Евангеликус (ок. 303). Также Созомен писал о встрече в 369 году епископа Томисского Бретаниона с восточно-риммским императором Валентом. В заседаниях II вселенского Собора (381) участвовал епископ Томисский Геронтий. Считается, что в это время была образована Митрополия Скифия с кафедрой в Томисе (Томах). Для этого римский император Феодосий I Великий (379—395) ввёл в юрисдикцию Томисской кафедры 3 епархии на побережье Чёрного моря между Крымом и современной Варной (Болгария). В 536 году Томисская епархия была реорганизована в митрополию и в границах Малой Скифии были образованы 14 подчинённых митрополий епископских кафедр.
После славяно-аварского нашествия Томисский престол стал автокефальной архиепископией. На короткий
срок митрополия была восстановлена в X веке, когда Томис был впервые упомянут в источниках под названием Констанца. Нашествия XI—XII ввков, особенно печенегов, окончательно расстроили церковную
организацию в Добрудже. Ее восстановление произошло во второй половине XIII века, вместе с возобновлением византийского контроля над областью. Поскольку Констанца (Томис) сильно пострадала от предыдущих нашествий, престол митрополии после 1261 году был переведен в Вичину. После перехода последнего митрополита Вичинского Иакинфа в Валахию (1359) и образования Унгро-Влахийской митрополии на территорию Добруджи распространилась юрисдикция митрополии Дристры. В 1388 году Добруджа вошла в состав Валахии.
В 1417 году Добруджа была завоёвана турками и оказалась в юрисдикции Силистрийской митрополии.
В 1878 году, Добруджа вошла в состав Румынии. 16 марта 1879 года Церковь на этих территориях перешла в юрисдикцию Нижнедунайской епископии Румынской православной церкви с престолом в Галаце.
В 1923 году была создана Констанцская (Томисская) епископия, в состав которой вошли жудецы южной части Добруджи: Констанца, Яломица, Дуростор и Калиакра. В 1949 году к Томисской епархии также отошёл жудец Тулча, но в 1950 году Томисская епархия была упразднена, а её территория вернулась в Нижнедунайскую епархию, которая с 1975 года стала называться Томисской и Нижнедунайской архиепископией.
12 февраля 1990 года Нижнедунайская и Томисская архиепископия были вновь разделены; в юрисдикции последней оказалась вся Добруджа.
15 апреля 2004 года на территории Северной Добруджи была образована Тулчская епископия.

## Епископы
викарные епископы Констанцские
- Мелетий (Добреску) (12 октября 1909 — 30 ноября 1923)

Епископы Констанцкие
- Иларий (Теодореску) (1923 — 27 сентября 1925)
- Геронтий (Николау) (4 февраля 1926 — 1 января 1942)
- Евгений (Лаю) (1 ноября 1942 — февраль 1944) в/у, епископ Сучавский
- Кесарий (Пэунеску) (10 января 1944 — 26 февраля 1950)

викарные епископы Констанцские
- Герасим (Кристя) (27 декабря 1970 — 16 октября 1975)

архиепископы Томисские и Нижнедунайские
- Анфим (Ника) (16 октября 1975 — 12 февраля 1990)

архиепископы Томисские
- Лукиан (Флоря) (17 сентября 1990 — 12 сентября 2000)
- Феодосий (Петреску) (c 21 февраля 2001 года)